# Ralph Rose
Ralph Waldo Rose (Healdsburg, 17 de marzo de 1885 - San Francisco, 16 de octubre de 1913) fue un atleta y campeón olímpico de EE. UU., que se especializa en eventos de campo, especialmente en el lanzamiento de peso. Participante tres Juegos Olímpicos, ganó un total de tres medallas de oro, dos de plata y una de bronce.

## San Luis 1904
Un gigante de 1,97 me 110 kg entre 1907 y 1909, rompió el récord mundial cinco veces el lanzamiento de peso. Su marca alcanzada en 1909 (15,32 m) para grabar duró 16 años. En los Juegos Olímpicos de San Luis 1904, un atleta eventos eclécticos de campo, ganó el oro en peso - rompiendo el récord del mundo - en el lanzamiento del disco de plata y bronce en lanzamiento de martillo.

## Londres 1908
Cuatro años más tarde, en Londres 1908, Rose fue doble campeón olímpico de peso, con una marca de 14,21 m. Sin embargo, su participación en los Juegos es más recordado por el "incidente de la bandera". Durante el desfile inaugural, como abanderado de la delegación de EE. UU., Rose se negó a someterse a la bandera de EE. UU. cuando pasa por delante de la cabina del rey de Inglaterra, que hizo todas las demás delegaciones, un acto que crea un clima ácido entre los EE. UU. y Gran Bretaña. Durante los Juegos, muchas de las decisiones de los jueces británicos estaban en contra de los estadounidenses y los portavoces de la delegación de EE. UU. declaró que se trataba de la polarización de la competencia entre los británicos y estadounidenses, en parte causada por el incidente de la bandera. Sobre él, Martin Sheridan, también campeón olímpico en Londres, fue citado: "Esta bandera no se somete a ningún rey terrenal." Sin embargo, el incidente no tiene evidencia de haber causado la antipatía hacia los estadounidenses entre el público británico, ni que Sheridan ha dicho que su famosa frase, que sólo apareció impresa en 1952.

## Estocolmo 1912
Rose participó también en una tercera Olimpiada, Estocolmo 1912, donde ganó otra medalla de oro en un solo modo del lanzamiento de peso, hecho con las dos manos. Este método consistió en tres lanzamientos con cada mano. La distancia desde el mejor tono de cada mano se añadió, con la distancia total que define el ganador. Fue jugado sólo esos partidos. Además de oro, también ganó una plata en lanzamiento de peso y era un finalista para el disco clásico tiro y un martillo.

## Muerte
Ralph Rose murió joven, a los 28 años, víctima de la fiebre tifoidea en octubre de 1913 en San Francisco, California.
| Predecesor: Matthew Halpin San Luis 1904 | Abanderado de los Estados Unidos en los JJ. OO. de verano Londres 1908 | Sucesor: George Bonhag Estocolmo 1912 |